# Discografia di Frank Sinatra

## Album in studio
- 1946 – The Voice of Frank Sinatra
- 1946 – Frank Sinatra Conducts the Music of Alec Wilder
- 1947 – Songs by Sinatra
- 1948 – Christmas Songs by Sinatra
- 1949 – Frankly Sentimental
- 1950 – Dedicated to You
- 1950 – Swing and Dance with Frank Sinatra
- 1954 – Songs for Young Lovers
- 1954 – Swing Easy!
- 1955 – In the Wee Small Hours
- 1956 – Songs for Swingin' Lovers!
- 1957 – Close to You
- 1957 – A Swingin' Affair!
- 1957 – Where Are You?
- 1957 – A Jolly Christmas from Frank Sinatra
- 1958 – Come Fly with Me
- 1958 – Frank Sinatra Sings for Only the Lonely
- 1959 – Come Dance with Me!
- 1959 – No One Cares
- 1960 – Nice 'n' Easy
- 1961 – Sinatra's Swingin' Session!!!
- 1961 – Come Swing with Me!
- 1961 – Ring-a-ding-ding!
- 1961 – Sinatra Swings
- 1962 – Sinatra & Strings
- 1962 – Point of No Return
- 1962 – Sinatra and Swingin' Brass
- 1962 – All Alone
- 1962 – Sinatra Sings Great Songs from Great Britain
- 1962 – Sinatra–Basie: An Historic Musical First (con Count Basie)
- 1963 – The Concert Sinatra
- 1963 – Sinatra's Sinatra
- 1964 – Sinatra Sings Days of Wine and Roses, Moon River, and Other Academy Award Winners
- 1964 – America, I Hear You Singing (con Bing Crosby e Fred Waring)
- 1964 – It Might as Well Be Swing (con Count Basie)
- 1964 – 12 Songs of Christmas(con Bing Crosby e Fred Waring)
- 1964 – Softly, as I Leave You
- 1965 – September of My Years
- 1965 – My Kind of Broadway
- 1965 – A Man and His Music
- 1966 – Moonlight Sinatra
- 1966 – Strangers in the Night
- 1966 – That's Life
- 1967 – Francis Albert Sinatra & Antonio Carlos Jobim (con Antônio Carlos Jobim)
- 1967 – The World We Knew
- 1968 – Francis A. & Edward K. (con Duke Ellington)
- 1968 – The Sinatra Family Wish You a Merry Christmas (con Frank Sinatra Jr., Nancy Sinatra e Tina Sinatra)
- 1968 – Cycles
- 1969 – My Way
- 1969 – A Man Alone
- 1970 – Watertown
- 1971 – Sinatra & Company (con Antonio Carlos Jobim)
- 1973 – Ol' Blue Eyes Is Back
- 1974 – Some Nice Things I've Missed
- 1980 – Trilogy: Past Present Future
- 1981 – She Shot Me Down
- 1984 – L.A. Is My Lady
- 1993 – Duets
- 1994 – Duets II

## Antologie
- 1956 – This Is Sinatra!
- 1958 – This Is Sinatra Volume 2
- 1959 – Look to Your Heart
- 1959 – The Rare Sinatra
- 1961 – All the Way
- 1962 – Sinatra Sings of Love and Things
- 1967 – The Movie Songs
- 1965 – Sinatra '65: The Singer Today
- 1968 – Frank Sinatra's Greatest Hits
- 1972 – Frank Sinatra's Greatest Hits, Vol. 2
- 1994 – The Sinatra Christmas Album
- 1995 – Christmas Through the Years
- 1997 – My Way: The Best of Frank Sinatra
- 2004 – Frank Sinatra Christmas Collection
- 2008 – Nothing but the Best
- 2011 – Sinatra: Best of the Best

## Album dal vivo
- 1966 – Sinatra at the Sands (con Count Basie)
- 1974 – The Main Event - Live
- 1994 – Sinatra & Sextet: Live in Paris
- 1995 – Sinatra 80th Live in Concert
- 1997 – Frank Sinatra with the Red Norvo Quintet: Live in Australia, 1959
- 1999 – Sinatra '57 in Concert
- 2005 – Live from Las Vegas
- 2006 – Sinatra: Vegas
- 2009 – Live at the Meadowlands
- 2009 – Sinatra: New York
- 2011 – Best of Vegas

## Singoli
- 1939 – From the Bottom of My Heart
- 1939 – It's Funny to Everyone but Me
- 1939 – Here Comes the Night / Feet Draggin' Blues
- 1939 – My Buddy / Willow Weep For Me
- 1939 – On a Little Street in Singapore
- 1939 – Ciribiribin / Avalon
- 1940 – Every Day of My Life / Cross Country Jump
- 1940 – All or Nothing at All / Flash
- 1940 – Too Romantic / Sweet Potato Piper
- 1940 – The Sky Fell Down / What Can I Say After I Say I'm Sorry?
- 1940 – Shake Down the Stars / Moments in the Moonlight
- 1940 – Say It (Over and Over Again) / My, My
- 1940 – Polka Dots and Moonbeams / I'll Be Seeing You
- 1940 – The Fable of the Rose / This Is the Beginning of the End
- 1940 – Imagination / Charming Little Faker
- 1940 – Devil May Care / Fools Rush In (Where Angels Fear to Tread)
- 1940 – It's a Lovely Day Tomorrow / "You're Lonely and I'm Lonely
- 1940 – April Played the Fiddle / I Haven't Time to be a Millionaire
- 1940 – Yours Is My Heart Alone / Hear My Song Violetta
- 1940 – I'll Never Smile Again / Marcheta
- 1940 – All This and Heaven Too / Where Do You Keep Your Heart?
- 1940 – East of the Sun (and West of the Moon) / Head on My Pillow
- 1940 – And So Do I / The One I Love (Belongs to Somebody Else)
- 1940 – Only Forever / Trade Winds
- 1940 – Love Lies / The Call Of The Canyon
- 1940 – Whispering / Funny Little Pedro
- 1940 – I Could Make You Care / The World Is In My Arms
- 1940 – Our Love Affair / That's for Me
- 1940 – Looking for Yesterday / I Wouldn't Take a Million
- 1940 – We Three (My Echo, My Shadow and Me) / Tell Me at Midnight
- 1940 – You're Breaking My Heart All Over Again / Shadows on the Sand
- 1940 – Two Dreams Met / When You Awake
- 1940 – I'd Know You Anywhere / You've Got Me This Way
- 1940 – Do You Know Why? / Isn't That Just Like Love?
- 1940 – Anything / Another One of Them Things
- 1940 – You Say The Sweetest Things / Not So Long Ago
- 1940 – Stardust / Swanee River
- 1941 – Oh! Look at Me Now / You Might Have Belonged To Another
- 1941 – Dolores / I Tried
- 1941 – Do I Worry? / Little Man With A Candy Cigar
- 1941 – Without a Song / Deep River
- 1941 – It's Always You / Birds of a Feather
- 1941 – You're Dangerous / You Lucky People You
- 1941 – Everything Happens to Me / Watcha Know Joe
- 1941 – Let's Get Away from It All
- 1941 – Kiss the Boys Goodbye / I'll Never Let a Day Pass By
- 1941 – Love Me As I Am" / Nine Old Men
- 1941 – Neiani / This Love of Mine
- 1941 – I Guess I'll Have to Dream the Rest / Loose Lid Special
- 1941 – You And I / Free for All
- 1941 – Blue Skies / Backstage At The Ballet
- 1941 – Pale Moon (An Indian Love Song) / Hallelujah
- 1941 – Two In Love / A Sinner Kissed An Angel
- 1941 – Embraceable You / The Sunshine of Your Smile
- 1941 – Violets for Your Furs / Somebody Loves Me
- 1941 – I Think of You / Who Can I Turn To?
- 1941 – It Isn't a Dream Anymore / How Do You Do Without Me?
- 1942 – Winter Weather / How About You?
- 1942 – The Last Call for Love / Poor You
- 1942 – I'll Take Tallulah / Not So Quiet Please
- 1942 – (You're a) Snootie Little Cutie / Moonlight on the Ganges
- 1942 – Somewhere a Voice is Calling / Well Git It
- 1942 – Just As Though You Were Here / The Street of Dreams
- 1942 – Be Careful, It's My Heart / Take Me
- 1942 – He's My Guy / Light a Candle in the Chapel
- 1942 – A Boy In Khaki, A Girl In Lace / In the Blue of Evening
- 1942 – There Are Such Things / Daybreak
- 1942 – Night and Day / "The Night We Called It a Day
- 1942 – The Lamplighter's Serenade / The Song Is You
- 1943 – Close to You / You'll Never Know
- 1943 – Sunday, Monday, or Always / If You Please
- 1943 – People Will Say We're in Love / Oh, What a Beautiful Mornin
- 1944 – I Couldn't Sleep a Wink Last Night / A Lovely Way to Spend an Evening
- 1944 – White Christmas/ If You are But a Dream
- 1944 – Saturday Night (Is the Loneliest Night of the Week) / I Dream of You (More than You Dream I Do)
- 1945 – What Makes the Sunset? / I Begged Her
- 1945 – Ol' Man River / Stormy Weather
- 1945 – I Should Care / When Your Lover Has Gone
- 1945 – Dream / There's No You
- 1945 – Put Your Dreams Away / If You are But a Dream
- 1945 – Homesick - That's All / A Friend of Yours
- 1945 – If I Loved You / You'll Never Walk Alone
- 1945 – The Charm of You / I Fall in Love Too Easily
- 1945 – My Shawl / Stars In Your Eyes
- 1945 – Lily Belle / Don't Forget Tonight Tomorrow
- 1945 – White Christmas / Mighty Lak' a Rose
- 1945 – Nancy / The Cradle Song
- 1945 – America the Beautiful / The House I Live In
- 1946 – Oh! What It Seemed to Be / Day by Day
- 1946 – Full Moon and Empty Arms / You are too Beautiful
- 1946 – All Through the Day / Two Hearts are Better Than One
- 1946 – They Say It's Wonderful / The Girl That I Marry
- 1946 – From This Day Forward / Something Old, Something New
- 1946 – Soliloquy
- 1946 – Five Minutes More / How Cute Can You Be?
- 1946 – One Love / Somewhere In The Night
- 1946 – Begin the Beguine / Where Is My Bess?
- 1946 – The Coffee Song / The Things We Did Last Summer
- 1946 – Silent Night / "Adeste Fideles
- 1946 – Jingle Bells / White Christmas
- 1946 – September Song / Among My Souvenirs
- 1947 – This Is the Night / Hush-A-Bye Island
- 1947 – That's How Much I Love You / I Got A Gal I Love (In North and South Dakota)
- 1947 – I Want to Thank Your Folks / Why Shouldn't It Happen to Us?
- 1947 – It's the Same Old Dream / The Brooklyn Bridge
- 1947 – Sweet Lorraine / Nat Meets June
- 1947 – I Believe / Time after Time
- 1947 – Mam'selle / Stella by Starlight
- 1947 – Almost Like Being in Love / There But For You Go I
- 1947 – Tea for Two / My Romance
- 1947 – Ain'tcha Ever Comin' Back / I Have But One Heart
- 1947 – Christmas Dreaming (A Little Early This Year) / The Stars Will Remember
- 1947 – I've Got a Home In That Rock / Jesus Is a Rock (In a Weary Land)
- 1947 – So Far / A Fellow Needs a Girl
- 1947 – The Dum Dot Song / It All Came True
- 1947 – You're My Girl / Can't You Just See Yourself?
- 1948 – What'll I Do? / My Cousin Louella
- 1948 – But Beautiful / If I Only Had a Match
- 1948 – For Every Man There's a Woman / I'll Make Up for Everything
- 1948 – But None Like You / We Just Couldn't Say Goodbye
- 1948 – I've Got a Crush on You / Ever Homeward
- 1948 – All of Me / I Went Down to Virginia
- 1948 – It Only Happens When I Dance With You / A Fella With an Umbrella
- 1948 – Nature Boy / S'posin'
- 1948 – Just for Now / Everybody Loves Somebody
- 1949 – Kiss Me Again" / "My Melancholy Baby
- 1949 – Autumn in New York / (Once Upon) A Moonlight Night
- 1949 – Señorita / If I Steal a Kiss
- 1949 – A Little Learnin' Is a Dangerous Thing
- 1949 – Sunflower / Once In Love With Amy
- 1949 – Why Can't You Behave? / No Orchids For My Lady
- 1949 – Comme Ci Comme Ca / While the Angelus Was Ringing
- 1949 – If You Stub Your Toe on the Moon / When Is Sometime?
- 1949 – Bop! Goes My Heart / Where Is the One?
- 1949 – Some Enchanted Evening / Bali Ha'i
- 1949 – The Right Girl for Me / Night After Night
- 1949 – The Hucklebuck / It Happens Every Spring
- 1949 – Let's Take an Old Fashioned Walk / Just One Way To Say I Love You
- 1949 – It All Depends on You / I Only Have Eyes for You
- 1949 – Don't Cry Joe / The Wedding of Lili Marlene
- 1949 – Bye Bye Baby / Just a Kiss Apart
- 1949 – If I Ever Love Again / Every Man Should Marry
- 1949 – That Lucky Old Sun / Could'Ja?
- 1949 – Mad About You / (On the Island of) Stromboli
- 1949 – The Old Master Painter / Lost in the Stars
- 1950 – Sorry / Why Remind Me?
- 1950 – (We've Got a) Sure This / Sunshine Cake
- 1950 – Chattanoogie Shoe Shine Boy / God's Country
- 1950 – Kisses and Tears / When the Sun Goes Down
- 1950 – American Beauty Rose / Just An Old Stone House
- 1950 – Poinciana (Song of the Tree) / There's No Business Like Show Business
- 1950 – Peachtree Street / This is the Night
- 1950 – Goodnight, Irene / My Blue Heaven
- 1950 – Life Is So Peculiar / Dear Little Boy of Mine
- 1950 – One Finger Melody / Accidents Will Happen
- 1950 – Nevertheless (I'm in Love with You) / I Guess I'll Have to Dream the Rest
- 1950 – Let It Snow! Let It Snow! Let It Snow! / Remember Me In Your Dreams
- 1951 – I Am Loved / You Don't Remind Me
- 1951 – Take My Love / Come Back to Sorrento
- 1951 – Love Means Love / Cherry Pies Ought to Be You
- 1951 – You're the One (for Me) / Faithful
- 1951 – We Kiss in a Shadow / Hello Young Lovers
- 1951 – Love Me / I Whistle a Happy Tune
- 1951 – Mama Will Bark / I'm a Fool to Want You
- 1951 – It's a Long Way From Your House to My House / I Fall In Love With You Ev'ry Day
- 1951 – Castle Rock / Deep Night
- 1951 – April in Paris / London by Night
- 1952 – I Hear a Rhapsody / I Could Write a Book
- 1952 – Feet of Clay / Don't Ever Be Afraid to Go Home
- 1952 – My Girl / Walkin' in the Sunshine
- 1952 – Luna Rossa (Blushing Moon) / Tennessee Newsboy
- 1952 – Bim Bam Baby / Azure-Te (Paris Blues)
- 1952 – The Birth of the Blues / Why Try to Change Me Now?
- 1952 – I'm Glad There Is You / You Can Take My Word for It Baby
- 1953 – Shelia / Day by Day
- 1953 – I'm Walking Behind You / Lean Baby
- 1953 – I've Got the World on a String / My One and Only Love
- 1953 – From Here to Eternity / Anytime, Anywhere
- 1953 – South of the Border (Down Mexico Way) / I Love You
- 1954 – I'm a Fool to Want You / If I Forget You
- 1954 – Young at Heart / "Take a Chance
- 1954 – Don't Worry 'bout Me / I Could Have Told You
- 1954 – Three Coins in the Fountain / Rain (Falling From the Skies)
- 1954 – The Gal That Got Away / Half as Lovely (Twice as True)
- 1954 – It Worries Me / When I Stop Loving You
- 1954 – The Christmas Waltz / White Christmas
- 1954 – You, My Love / Someone to Watch Over Me
- 1955 – Melody of Love / I'm Gonna Live Till I Die
- 1955 – Why Should I Cry Over You? / Don't Change Your Mind About Me
- 1955 – Two Hearts, Two Kisses (Make One Love) / From the Bottom to the Top
- 1955 – Learnin' the Blues / If I Had Three Wishes
- 1955 – Not as a Stranger / How Could You Do a Thing Like That to Me?
- 1955 – Same Old Saturday Night / Fairy Tale
- 1955 – Love and Marriage / The Impatient Years
- 1955 – (Love Is) The Tender Trap / Weep They Will
- 1956 – Flowers Mean Forgiveness / You'll Get Yours
- 1956 – (How Little It Matters) How Little We Know / Five Hundred Guys
- 1956 – You're Sensational / Wait for Me (theme from Johnny Concho)
- 1956 – True Love / Well, Did You Evah!
- 1956 – Mind if I Make Love to You? / Who Wants to Be a Millionaire?
- 1956 – Hey! Jealous Lover / You Forgot All the Words
- 1956 – Can I Steal a Little Love? / Your Love for Me
- 1957 – Crazy Love / So Long, My Love
- 1957 – You're Cheatin' Yourself (If You're Cheatin On Me) / Something Wonderful Happens In Summer
- 1957 – All the Way / Chicago (That Toddlin' Town)
- 1957 – Witchcraft / Tell Her You Love Her
- 1957 – Mistletoe and Holly / The Christmas Waltz
- 1958 – Nothing In Common / How are Ya Fixed for Love?
- 1958 – Monique (from Kings Go Forth) / Same Old Song and Dance
- 1958 – Mr. Success / Sleep Warm
- 1958 – To Love and Be Loved / No One Ever Tells You
- 1959 – French Foreign Legion / Time After Time
- 1959 – High Hopes" (with 'A Bunch 'o Kids') / All My Tomorrows
- 1959 – Talk to Me / They Came to Cordura
- 1960 – It's Nice to Go Trav'ling
- 1960 – River, Stay 'Way from My Door/ It's Over, It's Over, It's Over
- 1960 – Nice 'N' Easy / This Was My Love
- 1960 – Old MacDonald / You'll Always Be the One I Love
- 1961 – My Blue Heaven / Sentimental Baby
- 1961 – American Beauty Rose / Sentimental Journey
- 1961 – The Second Time Around / Tina
- 1961 – Granada / The Curse of an Aching Heart
- 1961 – I'll Be Seeing You / The One I Love (Belongs to Somebody Else)
- 1961 – Imagination / It's Always You
- 1961 – I'm Getting Sentimental Over You / East of the Sun (and West of the Moon)
- 1961 – There Are Such Things / Polka Dots and Moonbeams
- 1961 – Without a Song / It Started All Over Again
- 1961 – Take Me / Daybreak
- 1961 – Pocketful of Miracles / Name It and It's Yours
- 1961 – The Coffee Song
- 1961 – Ring a Ding Ding! / Nothing but the Best
- 1962 – I've Heard That Song Before / The Moon Was Yellow
- 1962 – I'll Remember April / Five Minutes More
- 1962 – I Love Paris / Hidden Persuasion
- 1962 – Stardust / Come Rain or Come Shine
- 1962 – Ev'rybody's Twistin' / Nothin' but the Best
- 1962 – Goody Goody / Love Is Just Around the Corner
- 1962 – The Look of Love / I Left My Heart in San Francisco
- 1962 – The Look of Love / Indiscreet
- 1962 – Me and My Shadow / Sam's Song
- 1963 – Call Me Irresponsible / Tina
- 1963 – I Have Dreamed / Come Blow Your Horn
- 1963 – A New Kind of Love / Love Isn't Just for the Young
- 1963 – Fugue for Tinhorns / The Oldest Established
- 1963 – Have Yourself a Merry Little Christmas / How Shall I Send Thee?
- 1964 – Stay with Me (Theme from The Cardinal) / Talk to Me Baby
- 1964 – My Kind of Town / I Like to Lead When I Dance
- 1964 – Softly, as I Leave You / Then Suddenly Love
- 1964 – Hello Dolly
- 1964 – I Heard the Bells on Christmas Day / The Little Drummer Boy
- 1964 – We Wish You the Merriest / Go Tell It On the Mountain
- 1964 – Somewhere in Your Heart / Emily
- 1965 – Anytime at All / Available
- 1965 – Tell Her (You Love Her Each Day) / Here's to the Losers
- 1965 – Forget Domani / I Can't Believe I'm Losing You
- 1965 – When Somebody Loves You / When I'm Not Near the Girl I Love
- 1965 – Ev'rybody Has the Right to Be Wrong! / I'll Only Miss Her When I Think of Her
- 1965 – It Was a Very Good Year / Moment To Moment
- 1966 – Strangers in the Night / Oh, You Crazy Moon
- 1966 – Summer Wind / You Make Me Feel So Young
- 1966 – That's Life / September of My Years
- 1967 – Somethin' Stupid / Give Her Love
- 1967 – The World We Knew (Over and Over) / You Are There
- 1967 – This Town / This is My Love
- 1968 – I Can't Believe I'm Losing You / How Old Am I?
- 1968 – Cycles / My Way of Life
- 1968 – Whatever Happened to Christmas / I Wouldn't Trade Christmas
- 1969 – Rain in My Heart" (US #62, Cashbox #51, AC #3) / "Star!
- 1969 – My Way / Blue Lace
- 1969 – Love's Been Good to Me / A Man Alone
- 1969 – Goin' Out of My Head / Forget to Remember
- 1969 – I Would Be In Love (Anyway) / "Watertown
- 1969 – What's Now Is Now / The Train
- 1970 – Lady Day / Song of the Sabiá
- 1970 – Feelin' Kinda Sunday / "Kids
- 1970 – Something / Bein' Green
- 1971 – Life's a Trippy Thing / I'm Not Afraid
- 1971 – I Will Drink The Wine / Sunrise In The Morning
- 1973 – Let Me Try Again / Send in the Clowns
- 1974 – You Will be My Music / Winners
- 1974 – Bad, Bad Leroy Brown / I'm Gonna Make It All The Way
- 1974 – You Turned My World Around / Satisfy Me One More Time
- 1975 – Anytime (I'll Be There) / The Hurt Doesn't Go Away
- 1975 – I Believe I'm Gonna Love You / The Only Couple on the Floor
- 1975 – A Baby Just Like You / Christmas Mem'ries
- 1976 – The Saddest Thing of All / Empty Tables
- 1976 – I Sing the Songs (I Write the Songs) / Empty Tables
- 1976 – Stargazer / The Best I Ever Had
- 1976 – Dry Your Eyes / Like a Sad Song
- 1976 – I Love My Wife / Send in the Clowns
- 1977 – Night and Day / Everybody Ought to Be in Love
- 1980 – Theme from New York, New York / "That's What God Looks Like to Me
- 1980 – You and Me (We Wanted It All) / I've Been There!
- 1981 – Say Hello / Good Thing Going (Going Gone)
- 1983 – Here's to the Band / It's Sunday
- 1983 – To Love a Child / That's What God Looks Like to Me
- 1984 – Teach Me Tonight / The Best of Everything
- 1984 – Mack the Knife / It's All Right with Me
- 1984 – L.A. Is My Lady / Until the Real Thing Comes Along
- 1993 – I've Got You Under My Skin